# Sveriges riksbank

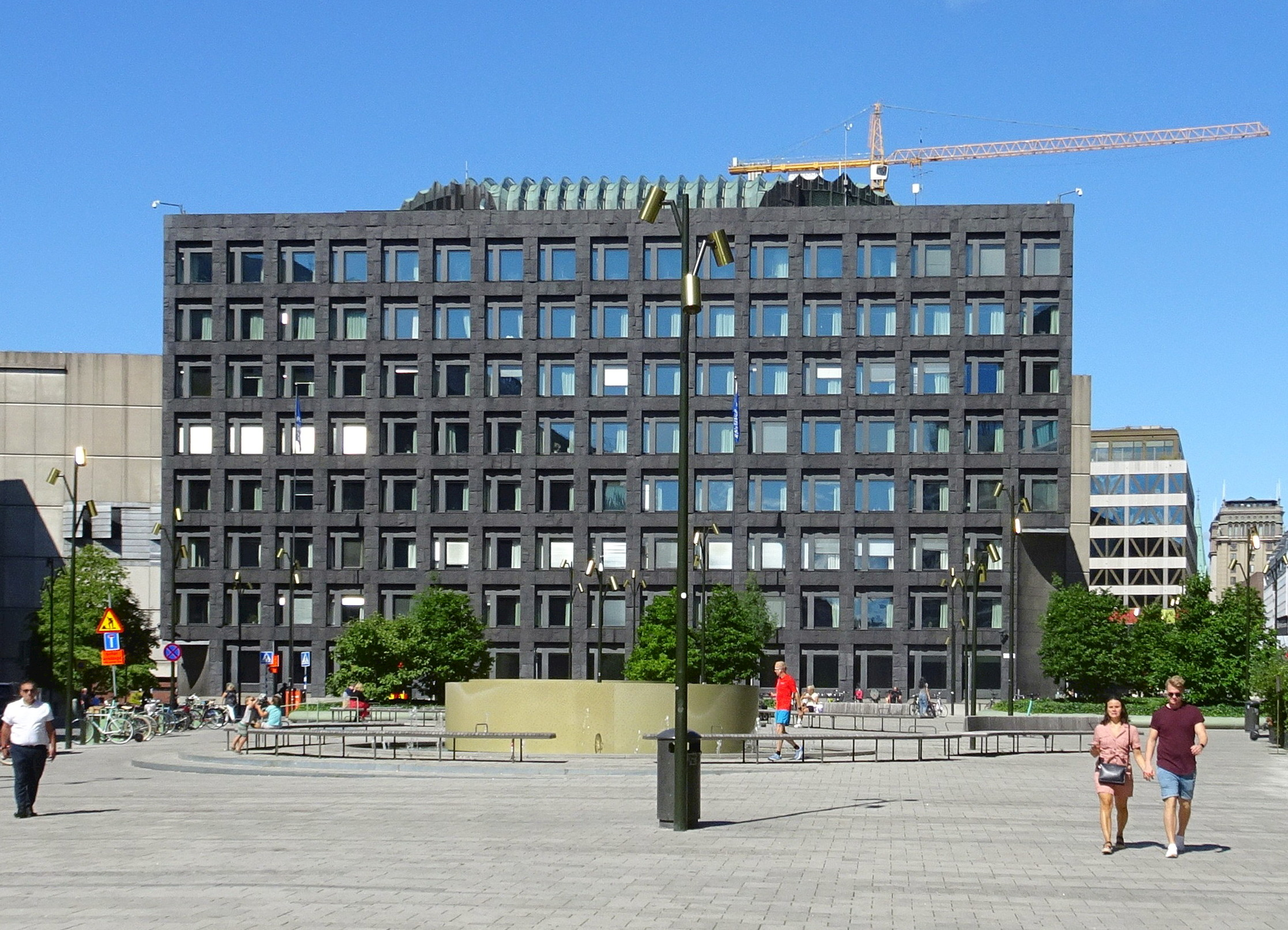
Riksbankshuset vid Brunkebergstorg 11 i Stockholm, augusti 2020.

Riksbanken är Sveriges centralbank med säte i Riksbankshuset, Stockholm och en myndighet under riksdagen. Den grundades år 1668 efter beslut under Riksdagen 1668 och den gavs namnet Riksens Ständers Bank och är världens äldsta centralbank. Riksbanken ansvarar för penningpolitiken med målet att upprätthålla ett fast penningvärde. Riksbanken har även uppdraget att främja ett säkert och effektivt betalningsväsende.

## Historia
Banken grundades då Stockholm Banco (även kallad "Palmstruchska banken") gick omkull år 1668 och köptes upp av Sveriges riksdag. Stockholm Banco var Sveriges äldsta bank, och den första europeiska banken som gav ut sedlar. Konkursen berodde på denna sedelutgivning (se Uttagsanstormning), och misstron efter grundaren Johan Palmstruchs bakslag fick till följd att det dröjde länge innan tillstånd gavs för ny sedelutgivning. Riksbanken anses även som en av världens äldsta centralbanker, och har även ansetts som den äldsta. Det finns dock några banker som man också kan anse som tidiga centralbanker. Här ser man exempelvis Nürnberger Bank från 1498, Hamburger Bank från 1619 och Preussische Bank från 1766, vilka efter Tysklands enande 1871 var bildande delar till Reichsbank som upphörde efter Tysklands kapitulation 1945. Det finns även några franska banker som eventuellt kan anses som tidiga centralbanker såsom Banque Générale från 1716 och Caisse d'Escompte från 1776. Dock kan man troligen anse Riksbanken som den äldsta centralbanken som fortfarande är i drift.
Riksbankens ställning som centralbank härrör från 1897 när den första "Riksbankslagen" antogs samtidigt med en lag som gav Riksbanken exklusiv rätt att trycka sedlar. Bakom beslutet låg upprepade krav på att de privata bankerna skulle upphöra med att utfärda sedlar då det ansågs att vinsterna från tryckandet av sedlar skulle tillfalla det allmänna. De första rikssedlarna började Riksbanken ge ut de första åren in på 1900-talet.
Den svenska valutan var till 1931 säkrad mot guld och papperssedlarna kunde bytas mot guldmynt. Enligt Sveriges grundlag var banken ända till 1975 skyldig att kunna byta sedlar mot guld. År 1931 infördes dock en särskild temporär lag som befriade banken från den skyldigheten. Denna temporära lag förnyades varje år till dess att den nya grundlagen ratificerades 1975. Då frigjordes banken från regeringen och blev en fristående organisation utan skyldighet att kunna byta sedlar mot guld.

## Nuvarande organisation
Riksbanken är en myndighet under Sveriges riksdag och därför en del av staten. Den är en självständig riksbank vilket innebär att ingen annan myndighet får lägga sig i Riksbankens beslut när det gäller penningpolitik. Detta är lagstadgat sedan den 1 januari 1999.

### Fullmäktige
Riksdagen väljer elva ledamöter till riksbanksfullmäktige.
Fullmäktige är främst till för att övervaka och kontrollera direktionens arbete, men också besluta om hur sedlar och mynt skall se ut. Riksbanksfullmäktige har givits en egen enhet för revision (REV) som granskar direktionsledamöternas tjänsteutövande.

### Direktionen
Riksbankens direktion består av sex personer, varav en riksbankschef och fem vice riksbankschefer. Den väljs av fullmäktige och ansvarar övergripande för banken, till exempel penningpolitik, finansiell stabilitet, marknadsoperationer och betalningsväsende. Direktionen har dessutom ansvaret för bankens administration och budget.

### Riksbankschef
Riksbankens chef kallas enkelt för riksbankschef och utses av riksbanksfullmäktige för fem eller sex år i taget.

## Riksbankens syfte
Riksbankens syfte är att upprätthålla prisstabilitet och att främja ett säkert och effektivt betalningsväsende. Det är riksbanken som ger ut sedlar, mynt och fastställer referensräntor, till exempel reporäntan. Riksbanken fick 1904 ensamrätt att ge ut sedlar och mynt i Sverige.
Riksbankens tolkning av målet om ett fast penningvärde är att inflationen ska vara låg och stabil. Målet är satt till 2 %. Riksbankens främsta verktyg för att påverka inflationen är räntan men även deras möjlighet att ändra penningmängden.
Som medel att stabilisera den svenska valutan har Riksbanken en guld- och valutareserv. Den 30 april 2013 var värdet på guldreserven 38,5 miljarder kronor (omfattande 125,7 ton guld) och värdet på valutareserven (c:a 50% US Dollar) var 369,1 miljarder kronor.
Efter att kronan släpptes fri, den 19 november 1992, förändrades riksbankens mål från att försvara kronans fasta växelkurs till att arbeta med ett inflationsmål, som sedan dess varit vägledande för penningpolitiken.

## Byggnad
I samband med ombyggnad och utvidgning av Riksdagshuset på Helgeandsholmen åren 1971–1983 lämnade Riksbanken sina gamla lokaler där, eftersom dessa skulle bli en del av det utvidgade Riksdagshuset och ge plats åt den nybyggda plenisalen. 1976 hade en ny byggnad uppförts bakom Kulturhuset, med entré mot Brunkebergstorg. Byggnaden är ritad av arkitekt Peter Celsing och hans medarbetare Jan Henriksson. Den nya byggnaden är uppförd på samma tomt, fastigheten Skansen 20, där tidigare byggnaden Brunkebergs hotell låg.

## Övrigt
Vid 300-årsjubileet år 1968 utgav Riksbanken en minnessedel och instiftade ett pris i ekonomisk vetenskap till Alfred Nobels minne. Det delas sedan 1969 ut tillsammans med de riktiga nobelprisen. Se Sveriges riksbanks pris i ekonomisk vetenskap till Alfred Nobels minne. Också bildades Stiftelsen Riksbankens jubileumsfond för att bidra till forskning av samma anledning fast lite tidigare, 1962.
Riksbankens valspråk är Hinc robur et securitas (lat.) vilket på svenska betyder 'härav styrka och säkerhet'. Syftet med valspråket är att inge förtroende för de pengar Riksbanken tryckt; Riksbanken är den yttersta garanten för värdet på dessa pengar. Denna text fanns förr med på de svenska sedlarna. Idag återfinns Riksbankschefens signatur på alla sedlar.

## Förste deputerad
- Karl Langenskiöld, 1901–1912
- Victor Moll, 1912–1929
- Ivar Rooth, 1929–1929, tf

## Riksbankschefer
- Karl Langenskiöld, 1901–1912
- Victor Moll, 1912–1929
- Ivar Rooth, 1929–1948
- Klas Böök, 1948–1951
- Mats Lemne, 1951–1955
- Per Åsbrink, 1955–1973
- Krister Wickman, 1973–1976
- Carl Henrik Nordlander, 1976–1979
- Lars Wohlin, 1979–1982
- Bengt Dennis, 1982–31 december 1993
- Urban Bäckström, 1 januari 1994–31 december 2002
- Lars Heikensten, 1 januari 2003–31 december 2005
- Stefan Ingves, 1 januari 2006–31 december 2022
- Erik Thedéen, 1 januari 2023–

## Vice riksbankschefer

### Nuvarande vice riksbankschefer
- Anna Breman, förste vice riksbankschef, 2019–
- Per Jansson, 2012–
- Martin Flodén, 2013–
- Henry Ohlsson 2015–
- Aino Bunge, 2022–

### Tidigare vice riksbankschefer
- Kurt Eklöf, 1979–1989
- Thomas Franzén, 1989–1995
- Claes Norgren, 1990–1993
- Stefan Ingves, 1995–1998
- Lars Heikensten, 1995–2002
- Kerstin Hessius, 1999–2000
- Villy Bergström, 1999–2005
- Eva Srejber, 1999–2007
- Lars Nyberg, 1999–2011
- Kristina Persson, 2001–2007
- Irma Rosenberg, 2003–2008
- Svante Öberg, 2006–2011
- Lars E.O. Svensson, 2007–2013
- Barbro Wickman-Parak, 2007–2013
- Karolina Ekholm 2009–2014
- Kerstin af Jochnick, 2012-2019
- Cecilia Skingsley, 2013–2022